# K-Swiss

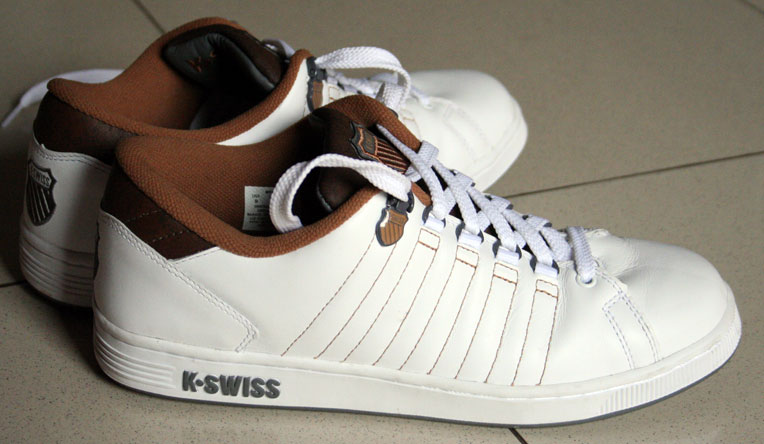
Sportschoen van K-Swiss

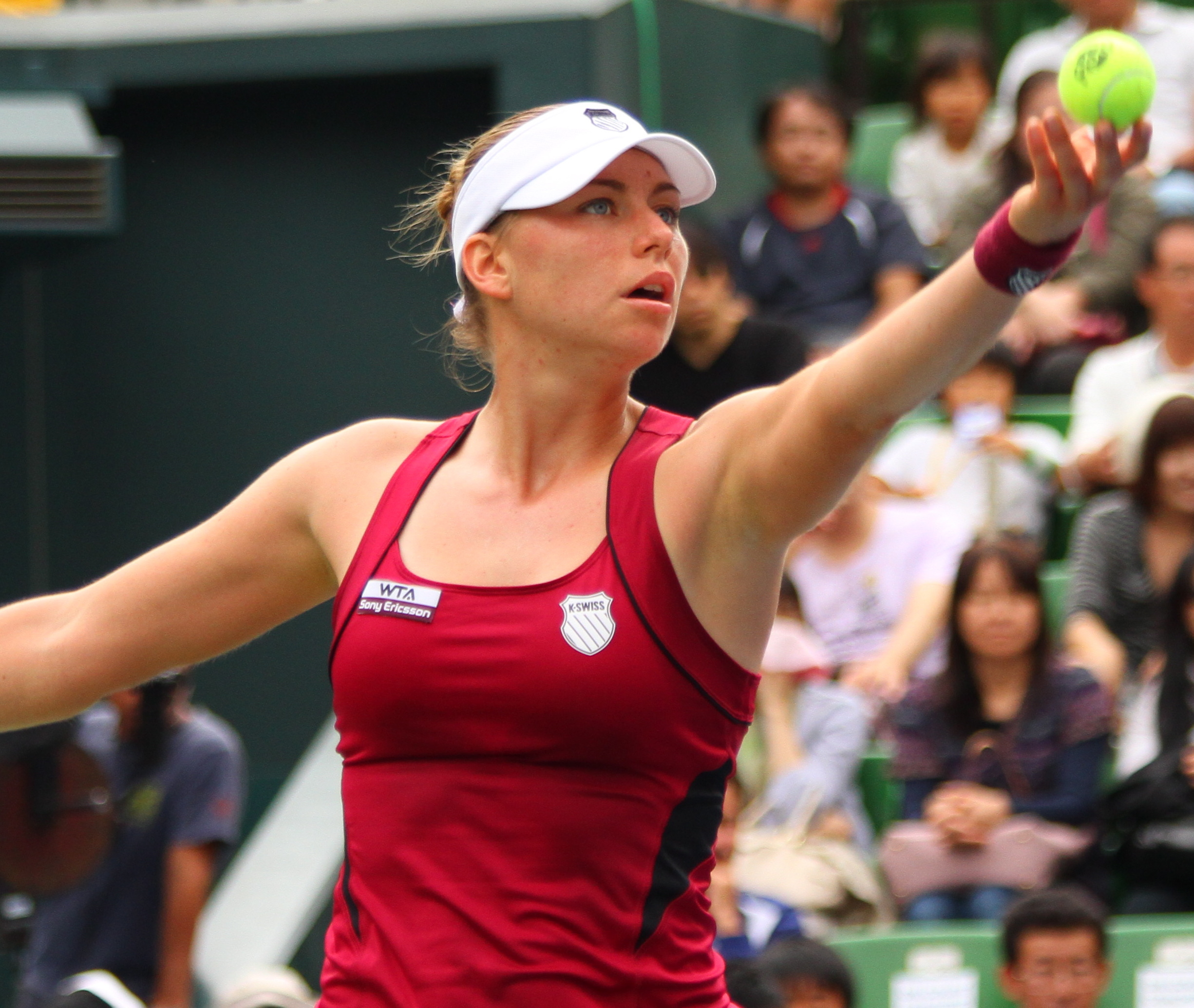
Vera Zvonarjova, gesponsord door K-Swiss

K-Swiss is een Amerikaans producent van sportschoenen, -kleding en -accessoires, gevestigd in Westlake Village, Californië. De schoenen van K-Swiss zijn te herkennen aan de vijf parallelle strepen op de zijkant.
Het bedrijf is in 1966 in Van Nuys (een stadsdeel van Los Angeles) opgericht door twee Zwitserse broers, Art en Ernie Brunner. Aanvankelijk heette het "Brunner Enterprises", in 1972 veranderde dit in "K-Swiss". De broers brachten de eerste Amerikaanse volledig uit leer gemaakte tennisschoen op de markt: de K-Swiss Classic. Het was gedurende twee decennia het enige model dat ze verkochten. Tegenwoordig biedt het merk een uitgebreid gamma van tennisschoenen, loopschoenen, sneakers en vrijetijdskleding.
K-Swiss is de schoenen- en kledingsponsor (geweest) van onder meer de tennisspelers Bob en Mike Bryan, Sam Querrey, Mardy Fish, Gael Monfils en Vera Zvonarjova. Acteurs als Danny McBride (in zijn rol van Kenny Powers) en Ed Westwick hebben deelgenomen aan advertentiecampagnes van K-Swiss.
Anno 2016 is K-Swiss een merknaam van K-Swiss Global Brands (KSGB), met hoofdkwartier in Westlake Village, CA en actief in meer dan 100 landen met kantoren in Toronto, Fountain Valley, Haarlem, Lyon, Barcelona, Sydney, Dongguan, Hong Kong en Taipei. KSGB is op haar beurt sedert 2013 een onderdeel van de Koreaanse multinational E-Land Group.